# Steve Bailey
Steve Bailey (Myrtle Beach, 10 febbraio 1960) è un bassista statunitense famoso per il suo lavoro pionieristico con il basso a sei corde.
È stato proclamato "bassista dell'anno" nel 1994 e nel 1996 dalla rivista statunitense Bass Player.
Bailey ha suonato per un consistente numero di artisti, tra cui Victor Wooten in Bass Extremes, Paquito D'Rivera, Dizzy Gillespie, James Moody, Dave Liebman, Claudio Roditi, Michel Camilo, The Rippingtons, David Benoit, Jethro Tull, Lynyrd Skynyrd, Willie Nelson, Ray Price, Billy Joe Shaver, Larry Carlton, Emily Remler, Brandon Fields, Carol Kaye, Kitarō, Max Highstein, T Lavitz, Tab Benoit, Johnny Witherspoon, Toni Price, Mel Tormé, Ernestine Anderson, Mark Murphy, John Patitucci, Billy Sheehan ed altri. Ha inoltre pubblicato degli album con molti di questi artisti.

## Biografia
Steve Bailey iniziò a suonare il basso elettrico all'età di 12 anni. Si avvicinò allo studio del contrabbasso dopo aver sentito l'album dei Return to Forever Light as a Feather mentre iniziò a suonare il basso fretless dopo un curioso aneddoto che vide Bailey passare involontariamente sopra il suo basso fretted con la sua auto, all'epoca una Toyota.
Bailey ha frequentato l'University of North Texas e la Miami University ed attualmente è "artista in residenza" alla Coastal Carolina University e docente all'University of North Carolina a Wilmington. Ha svolto anche l'attività di musicista da studio ed ha avuto numerose collaborazioni, tra cui diversi album con il collega bassista Victor Wooten. Inoltre con quest'ultimo ha realizzato un campo per bassisti chiamato "Bass At The Beach" con l'intento di insegnare a bassisti di tutti i livelli, dai principianti agli esperti.

## Strumentazione
Bailey si serve di amplificatori Ampeg e SWR, ed è stato endorser di molte aziende, quali Ibanez, Michael Kelly, Aria (dal 1995) e Fender (dal 2008).
Bailey usa in molte delle sue esibizioni un modello custom signature facente parte della linea Aria Pro II a sei corde, l'Avanti AVB-SB-6.
Nel 2009 la Fender gli ha creato un modello signature del Fender Jazz Bass, lo "Steve Bailey Jazz Bass VI" a 6 corde .
Nel 2011 Bailey diviene endorser della Warwick, nota azienda tedesca, che produce un modello 6 corde fretless (Steve Bailey signature) su precise direttive dell'artista. Alla linea prodotta in Germania ne viene affiancata una, relativamente più economica, indicata come Warwick RockBass e prodotta in Cina: oltre ai modelli a 6 corde fretless e con tasti, vengono realizzati anche i modelli 5 corde, anche in questo caso sia fretless che con tasti. Anche i modelli cinesi sono custom made e quindi di realizzazione interamente artigianale con materiali di primissima qualità, tant'è che il prezzo oscillava tra i 4.000 e i 5.000 $, molto oltre qualsiasi altro basso prodotto da Warwick RockBass che è notoriamente la linea più economica di casa Warwick.

## Discografia
- 1991 - Dichotomy
- 1993 - Evolution
- 1995 - Bass Extremes "Cookbook" con Victor Wooten
- 1998 - Bass Extremes Vol. 2 con Victor Wooten
- 2001 - Bass Extremes Just Add Water con Victor Wooten
- 2007 - So Low... Solo
- 2020 - Carolina
- 2022 - Bass Extremes S'low Down

## Opere

### Metodi
- Rock Bass (Steve Bailey Bass Guitar Series) (1991)
- Advanced Rock Bass (Steve Bailey Bass Guitar Series) (1991)
- Five String Bass (Steve Bailey Bass Guitar Series) (1991)
- Six String Bass (Steve Bailey Bass Guitar Series) (1991)
- Fretless Bass
- Bass Extremes (1993) (con Victor Wooten)

### DVD
- Steve Bailey & Victor Wooten: Bass Extremes Live, Warner Bros. Publications, 2003 (con Victor Wooten)